# Dąbrówka Dolna (gmina)
Dąbrówka Dolna – dawna gmina wiejska istniejąca w latach 1945–1954 w województwie śląskim i województwie opolskim (dzisiejsze województwo opolskie). Siedzibą władz gminy była Dąbrówka Dolna.
Gmina zbiorowa Dąbrówka Dolna powstała po II wojnie światowej (w grudniu 1945) w powiecie opolskim na terenie tzw. Ziem Odzyskanych (tzw. I okręg administracyjny – Śląsk Opolski), powierzonym 18 marca 1945 administracji wojewody śląskiego, a z dniem 28 czerwca 1946 przyłączonym do województwa śląskiego (śląsko-dąbrowskiego). 
Według stanu z 1 stycznia 1946 gmina składała się z 9 gromad: Dąbrówka Dolna, Blimkinów (Radomierowice), Domaradzka Kuźnia, Grabice, Kopalina, Lubnów, Święcina, Syseród i Zawiść oraz części Lasów Państwowych (Nadleśnictwo Opole Północ). 6 lipca 1950 zmieniono nazwę woj. śląskiego na katowickie; równocześnie gmina Dąbrówka Dolna wraz z całym powiatem opolskim weszła w skład nowo utworzonego województwa opolskiego.
Według stanu z 1 lipca 1952 gmina składała się z 9 gromad: Dąbrówka Dolna, Domaradzka Kuźnia, Grabice, Kopalina, Lubnów, Młodnik, Radomierowice, Święciny i Zawiść. Gmina została zniesiona 29 września 1954 wraz z reformą wprowadzającą gromady w miejsce gmin. Jednostki nie przywrócono 1 stycznia 1973 wraz z kolejną reformą reaktywującą gminy.